# 陆培祥
陆培祥（1966年1月1日—），浙江嘉兴人，教授，主要从事强场超快光学的实验和理论方面的研究工作。担任入中国光学学会会士，美国光学学会会士，选中华人民共和国教育部第八批"长江学者"特聘教授。